# دوران وایکینگ‌ها
| گاهشمار |                                                     |
| ۷۹۳     | یورش وایکینگ‌ها به صومعه لیندیسفارن                  |
| ۷۹۵     | آغاز حملات به ایرلند (اینیشموری)                    |
| ۷۹۹     | آغاز حمله به امپراتوری فرانک‌ها                      |
| ۸۳۰     | یورشی تازه به انگلستان                              |
| ۸۴۰     | نخستین اردوی زمستانی وایکینگ‌ها در امپراتوری فرانک‌ها |
| ۸۴۴     | یورش وایکینگ‌ها به اسپانیا                           |
| ۸۴۵     | محاصره پاریس                                        |
| ۸۶۶     | سرور بزرگ وایکینگ‌ها وارد پادشاهی آنگلیای شرقی می‌شود |
| ۸۷۸     | تأسیس منطقه قانونی دانمارکی (دِین‌لاؤ)                |
| ۹۱۱     | بنیاد امیرنشین نورماندی توسط رولو                   |
|         | نخستین مالیات دانمارکی (دِین‌گِلد) گرفته‌شد             |
| ۹۱۴     | فتح برتانی به‌دست وایکینگ‌ها                          |
| ۹۸۰     | تاخت‌وتاز جدید به انگلستان                           |
| ۱۰۶۶    | پایان دوران وایکینگ‌ها (نبرد استمفورد بریج)          |

دوران وایکینگ‌ها (۷۹۳–۱۰۶۶ پس از میلاد)، دوره ای در قرون وسطی بود که مردم نورس موسوم به وایکینگ‌ها حملات گسترده، استعمار، فتح و تجارت در سراسر اروپا را انجام دادند و به آمریکای شمالی رسیدند. دوره مهاجرت و عصر آهن ژرمن‌ها را دنبال کرد.  دوران وایکینگ‌ها نه تنها به زادگاه‌شان اسکاندیناوی، بلکه برای هر مکانی که اسکاندیناوی‌ها در آن دوره به‌طور قابل‌توجهی ساکن شده‌اند، اعمال می‌شود. اسکاندیناوی‌های دوران وایکینگ‌ها اغلب به عنوان وایکینگ‌ها و همچنین با نام مردم نورس شناسایی می‌شوند، اگرچه که بیشتر افراد آنها وایکینگ به معنای جنگ‌جوی آن بودند.
مردم نورس با سفر دریایی از سرزمین‌های خود در دانمارک، نروژ و سوئد در جزایر بریتانیا، ایرلند، جزایر فارو، ایسلند، گرینلند، نرماندی، سواحل بالتیک و در امتداد مسیرهای تجاری ولگا و دنیپر در شرق اروپا ساکن شدند. در آن‌جا آن‌ها را با نام وارنگیان می‌شناختند. آنها همچنین برای مدت کوتاهی در نیوفاندلند مستقر شدند و نخستین اروپاییانی بودند که به قاره آمریکا رسیدند. اسکاندیناوی گائل‌ها، نورمن‌ها، مردم روس، مردم فارویی و ایسلندی‌ها از این مستعمرات نورس پدید آمدند. وایکینگ‌ها چندین پادشاهی و حکومت ارلی را در اروپا تأسیس کردند: پادشاهی جزایر (Suðreyjar)، اورکنی (Norðreyjar)، یورک (Jórvík) و دانلا (Danalǫg)، دوبلین (Dyflin)، دوک‌نشین نرماندی و روس کیف (Garðaríki). سرزمین‌های اسکاندیناوی در دوران وایکینگ‌ها به پادشاهی‌های بزرگ‌تری تبدیل شدند و امپراتوری دریای شمال شامل بخش‌های بزرگی از اسکاندیناوی و بریتانیا بود. در سال ۹۸۶ میلادی وایکینگ ها به آمریکای شمالی رسیدند
چند مورد باعث این گسترش شد. وایکینگ‌ها با رشد شهرها و صومعه‌های ثروتمند در خارج از کشور و پادشاهی‌های ضعیف جذب آن‌ها شدند. آن‌ها همچنین ممکن است به دلیل افزایش جمعیت، فقدان زمین کشاورزی خوب، و درگیری‌های سیاسی ناشی از اتحاد نروژ مجبور به ترک وطن خود شده باشند. گسترش تهاجمی امپراتوری کارولنژی و گرویدن اجباری ساکسون‌های همسایه آن‌ها به مسیحیت نیز ممکن است از عوامل آن باشد. نوآوری‌های دریایی وایکینگ ها به آنها این امکان را داده بود که بیشتر و به‌مدت طولانی‌تر دریا حرکت کنند.
اطلاعات مربوط به دوران وایکینگ‌ها عمدتاً از منابع دست اول نوشته شده توسط آنهایی که وایکینگ‌ها با آنها برخورد کرده‌اند و همچنین باستان‌شناسی، تکمیل شده با منابع دست دوم مانند سرگذشت‌نامه‌های ایسلندی به دست آمده‌است.

## زمینه تاریخی
در انگلستان، حمله وایکینگ‌ها در ۸ ژوئن ۷۹۳ که دیر، لیندیسفارن را که مرکز آموزش راهب‌ها در جزیره ای در سواحل شمال شرقی انگلستان در نورث‌آمبرلند بود را ویران کرد، این رویداد به عنوان آغاز دورا وایکینگ‌ها در نظر گرفته می‌شود. جودیت جش استدلال کرده‌است که آغاز دوران وایکینگ‌ها را می‌توان به ۷۰۰–۷۵۰ بازگرداند، زیرا بعید است که حمله لیندیس‌فارن نخستین حمله وایکینگ‌ها باشد و شواهد باستان‌شناختی نشان می‌دهد که تماس‌هایی بین اسکاندیناوی و جزایر بریتانیا در اوایل قرن جاری وجود دارد. نخستین حملات به احتمال زیاد در مقیاس کوچک بودند، اما آن‌ها در طول قرن ۹ گسترش یافتند.
در حمله به لیندیس‌فارن، راهب‌های در دیر کشته شده و بعضی از آن‌ها به دریا انداخته شدند تا غرق شوند، یا به عنوان برده همراه با گنجینه‌های کلیسا برده شدند، که منجر به دعای سنتی (اما تأیید نشده) شد - A furore Normannorum libera nos, Domine، " پروردگارا، ما را از خشم مردم شمالی رها کن.» سه کشتی وایکینگ چهار سال قبل در خلیج ویموت گشت‌زنی کرده بودند (اگرچه به دلیل یک خطای نویسندگی، رویدادنامه آنگلوساکسون این رویداد به جای سال ۷۸۹ در سال ۷۸۷ ثبت شده‌است)، اما این تهاجم ممکن است یک سفر تجاری باشد که به جای یک حمله دریایی وایکینگ‌ها در نظر گرفته شده‌است. لیندیس‌فارن متفاوت بود. ویرانی وایکینگ از پادشاهی نورثامبریا جزیره مقدس را توسط دانشمند نورثامبریایی ثبت شده‌است. آلکوئین را یورک"در بریتانیا پیش از این هرگز چنین ترور ظاهر شد":، که نوشت. وایکینگ‌ها توسط دشمنانشان کاملاً خشن و تشنه به خون معرفی می‌شوند. در تواریخ انگلیسی قرون وسطی، آنها به عنوان «گرگ‌ها در میان گوسفندان» توصیف می‌شوند.
نخستین چالش‌ها برای بسیاری از تصاویر ضد وایکینگ در بریتانیا در قرن هفدهم پدیدار شد. آثار علمی پیشگام در دوران وایکینگ‌ها به خوانندگان کمی در بریتانیا رسید. زبان‌شناسی ریشه‌های اصطلاحات و ضرب‌المثل‌های روستایی را در دوران وایکینگ دنبال کرد. فرهنگ لغت‌های جدید زبان اسکاندیناوی قدیم بیشتر ویکتوریایی‌ها را قادر ساختند که حماسه‌های ایسلندی را بخوانند.
در اسکاندیناوی، دانشمندان دانمارکی قرن هفدهم، توماس بارتولین و اوله ورم و محقق سوئدی اولاوس رودبک، نخستین کسانی بودند که از کتیبه‌های رونی و سرگذشت‌نامه‌های ایسلندی به عنوان منابع تاریخی اولیه استفاده کردند. در طول دوران روشنگری و رنسانس نوردیک، مورخانی مانند تورمودوس تورفئوس لودویگ هولبرگ و اولوف فون دالین سوئدی رویکرد «عقلانی» و «عمل گرایانه» تری به پژوهش تاریخی ارائه کردند.
در نیمه دوم قرن هجدهم، در حالی که سرگذشت‌نامه‌های ایسلندی هنوز به عنوان منابع مهم تاریخی مورد استفاده قرار می‌گرفتند، دوران وایکینگ‌ها دوباره به عنوان یک دوره وحشیانه و غیر متمدن در تاریخ کشورهای شمال اروپا در نظر گرفته شد.
محققان خارج از اسکاندیناوی تا دهه ۱۸۹۰ شروع به ارزیابی مجدد دستاوردهای وایکینگ‌ها نکردند و هنر، مهارت‌های فنی و دریانوردی آنها را تشخیص دادند.
تا همین اواخر، تاریخ دوران وایکینگ‌ها عمدتاً بر اساس سرگذشت‌نامه‌های ایسلندی، تاریخ دانمارکی‌ها نوشته ساکسو گراماتیکوس، قصه سالیان گذشته رویدادنامه روس کیف و کوگاد گادل ری گالایب بود. امروزه اکثر محققان این متون را منابعی می‌دانند که به معنای واقعی کلمه درک نمی‌شوند و بیشتر بر یافته‌های باستان‌شناسی ملموس، سکه‌شناسی و سایر رشته‌ها و روش‌های مستقیم علمی تکیه می‌کنند. 

## پیشینه تاریخی

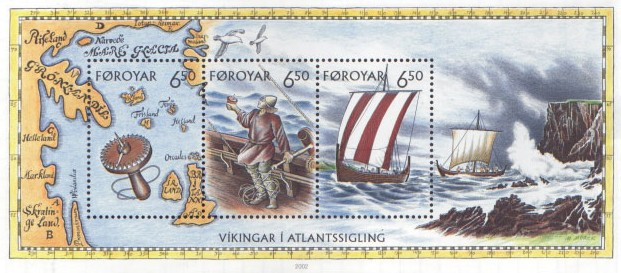
سفرهای وایکینگ‌ها در اقیانوس اطلس شمالی

وایکینگ‌هایی که به اروپای غربی و شرقی حمله کردند عمدتاً پاگان‌هایی بودند که اهل سرزمین‌های دانمارک، نروژ و سوئد امروزی بودند. آن‌ها همچنین در جزایر فارو، ایرلند، ایسلند، اسکاتلند (کیث‌نس، هبرید و جزایر شمالی)، گرینلند و کانادا ساکن شدند.
زبان ژرمنی شمالی آن‌ها، نورس باستان، زبان مادری زبان‌های اسکاندیناوی امروزی شد. در سال ۸۰۱، به نظر می‌رسد که یک قدرت مرکزی قوی در یوتلاند ایجاد شده بود و دانمارکی‌ها شروع به جستجوی فراتر از قلمرو خود برای زمین، تجارت و غارت کردند.
در نروژ، زمین‌های کوهستانی و آبدره‌ها مرزهای طبیعی قوی را تشکیل می‌دادند. برخلاف وضعیت دشت دانمارک، جوامع مستقل از یکدیگر باقی ماندند. در سال ۸۰۰، حدود ۳۰ پادشاهی کوچک در نروژ وجود داشت.
دریا ساده‌ترین راه ارتباطی بین پادشاهی‌های نروژ و جهان خارج بود. در قرن هشتم، مردم اسکاندیناوی شروع به ساخت کشتی‌های جنگی و فرستادن آن‌ها برای جستوجو و اکتشاف و حمله به مناطق مختلف کردند که سبب آغاز دوران وایکینگ‌ها شد.